# Doto fragilis
Doto fragilis é uma espécie de molusco pertencente à família Dotidae.
A autoridade científica da espécie é Forbes, tendo sido descrita no ano de 1838.
Trata-se de uma espécie presente no território português, incluindo a zona económica exclusiva.